# Interskol
Interskol (russisch Интерскол) ist ein Hersteller von Elektrowerkzeugen mit Sitz in Chimki bei Moskau, der Marktführer auf dem russischen Markt ist.
Interskol begann 1998 zusammen mit Ischmech mit der Produktion von Bohrmaschinen, Schleifmaschinen, Kreissägen, Stichsägen und Trennschleifern. Im Jahr 2002 wurde das erste eigene Werk in Bykowo errichtet.
Das Unternehmen vertrieb seine Produkte auch in der Ukraine, in Belarus, Kasachstan, Aserbaidschan und anderen GUS-Staaten. Nach Angaben des Industrieverbandes RATPE (russisch РАТПЭ; Российской ассоциации производителей электроинструмента; Russischer Verband der Elektrowerkzeughersteller) ist Interskol der russische Marktführer in seinem Marktsegment. 2009 wurde die italienische Felisatti und 2010 die spanische Casals/Freud übernommen. Die Produkte werden auch in Europa und im Nahen Osten vertrieben. Interskol kooperiert mit Global Garden Products (GPP) in Italien und Sparky in Bulgarien. Neben Russland wird auch im Ausland produziert. In der Entwicklungsabteilung der Gruppe sind über 30 Ingenieure beschäftigt. Insgesamt gibt es vier Testlabors in Russland, in China, in Italien (GGP für Gartengeräte) und in Bulgarien (Sparky für Bohrgeräte). Zuletzt wurde Mitte Oktober 2014 das Alabuga-Werk in Jelabuga zur Produktionssteigerung in Betrieb genommen.

## Werke
- Alabuga, Jelabuga, Russland
- Bykowski elektroinstrumentalny sawod, Bykowo, Russland
- Wladimirski sawod „Awtopribor“, Wladimir, Russland
- InterskolPowerTools S.L., Ripoll, Spanien
- InterskolCrownGroup, Jinhua, Volksrepublik China